# Serguéi Taboritsky
Serguéi Vladímirovich Taboritsky (en ruso: Сергей Владимирович Таборицкий, 12 de agosto de 1897-16 de octubre de 1980), hispanizado como Serguéi Taboritski, fue un monárquico y nacionalista ruso, además de colaboracionista pro-nazi, conocido por el asesinato de Vladímir Dmítrievich Nabókov con la colaboración de Piotr Shabelsky-Bork. Entre los años 1936 y 1945, trabajó en la Oficina para los Refugiados Rusos en Alemania. Después de 1942, Taboritsky se unió al Partido Nazi (NSDAP) y colaboró con la Gestapo. Tras la Segunda Guerra Mundial, continuó viviendo en la Alemania Occidental hasta su muerte en 1980.

## Biografía

### Primeros años
Serguéi y su hermano menor, Nikolái Taborissky (la escritura de su nombre a principios del siglo XX era difusa; durante los años de emigración, se terminó utilizando la variante «Taboritsky») eran los hijos ilegítimos de Anna Vladímirovna (antes de su cristianización, Hana Wúlfovna Lewis), una mujer judía propietaria de una tienda de moda y esposa de Serguéi Aleksándrovich Zapeválov (quien rompió con ella en 1901). Ambos hermanos fueron criados como cristianos ortodoxos. El padrino de Taboritsky fue el futuro procurador-jefe (ober-prokuror) del Santísimo Sínodo Gobernante Vladímir Sábler. Ambos hermanos tenían el apellido del primer marido de Anna Vladímirovna, también judío, Wulf Aizíkovich Taborissky, un comerciante de Ashmiany, que abandonó Rusia en el año 1887, mucho antes de que ambos nacieran. Según la documentación personal, se los consideraba hijos de Wulf Taborissky, ya que el primer divorcio de su madre se produjo en 1899. 
La madre se convirtió en comerciante de segunda guilda y se casó con un noble apellidado Marasánov, tomando como nuevo apellido Anna Marasánova. Murió en marzo de 1914 en Francia. En 1915, después de la muerte de su madre, Serguéi y Nikolái intentaron sin éxito llegar al consistorio espiritual de Petrogrado con la súplica que fuesen reconocidos como hijos de «persona rusa ortodoxa» y quitar de ellos la «marca de Caín» (en referencia a su ascendencia judía, declarando así sus sentimientos tanto religiosos como monárquicos.
Se graduó en la Realschule de Gurévich en 1915. Hubo rumores de que Taboritsky habría participado en la Primera Guerra Mundial luchando bajo el mando del Gran Duque Miguel Aleksándrovich Románov como parte de la División de Caballería Nativa del Cáucaso, pero no puede considerarse como una información verídica, ya que toda la información documentada sobre sus actividades entre 1915 y 1919 no se ha encontrado. Según algunos informes, fue asistente del enviado extraordinario en el frente, el diputado de la Duma Imperial de Rusia Gueorgui Deryuguin durante esos años.
Después de la Revolución de Febrero de 1917, pasó por Ucrania, de donde partió hacia Alemania. En su estancia en Kiev, en una prisión del régimen nacionalista de Simon Petliura, conoció al monárquico ruso Piotr Shabelsky-Bork, con quien posteriormente se comunicaría constantemente en el exilio.

### Emigración
Al principio de su exilio, Taboritsky vivió en Berlín, luego en Mecklemburgo y de enero a marzo de 1922 en Múnich. Mientras estuvo en Berlín, en los convulsos años de la República de Weimar, fue coeditor de la revista antisemita Luch sveta («Rayo de luz»), que comenzó a publicarse a partir de abril de 1919. Luch Sveta había republicado los famosos escritos antisemitas de Los protocolos de los sabios de Sion. Antes del intento de asesinato a Pável Miliukov, trabajaría como periodista. Por razones ideológicas, se negó a aceptar encargos de la Unión Soviética.
En 1921, al encontrarse accidentalmente con el expolítico de la Duma Imperial rusa Aleksandr Guchkov en una calle de Berlín, Taboritsky lo atacó y lo golpeó violentamente con un paraguas, motivo por el que fue arrestado y puesto en prisión durante unos días.

### Intento de asesinato contra Pável Miliukov
Junto con Shabelsky-Bork, Taboritsky participó en la preparación del asesinato de Pável Miliukov. Ambos condujeron de Munich hacia Berlín, donde Miliukov daría una conferencia. Durante la conferencia de Miliukov, Taboritsky comenzó a disparar. Cuando Vladímir Dmítrievich Nabókov se abalanzó sobre Shabelsky-Bork y lo golpeó en el brazo con el que sostenía un revólver, Taboritsky disparó tres veces a quemarropa a Nabókov. Nabókov murió instantáneamente de un disparo en el corazón. Después, Taboritsky se dirigió al guardarropa y, tras recoger su ropa, caminó rápidamente hacia la puerta de salida. Antes de que saliera, una mujer gritó: «¡Éste es el asesino!», y Taboritsky fue detenido por la multitud. Además de Nabókov, que murió en el acto durante el  tiroteo, nueve personas más resultaron heridas, incluido el presidente del grupo de Berlín del Partido Democrático Constitucional (KD, Kadete) al que pertenecía Miliukov, L. E. Elyáshev, y uno de los editores del periódico Rul (El Timón), Ávgust Kaminka.
El examen médico de Shabelsky-Bork y Taboritsky mostró que ambos habían estado usando drogas durante mucho tiempo, y que una fuerte dosis de esas drogas fue tomada el día del asesinato.
El juicio por el intento de asesinato de Miliukov tuvo lugar del 3 al 7 de julio de 1922 en el Tribunal Penal de Berlín en Moabit. El tribunal condenó a Taboritsky a 14 años de trabajos forzados por complicidad en el atentado y por infligir intencionalmente heridas graves a Nabókov, las cuales causaron su muerte. En la primavera de 1927 fue liberado bajo una amnistía.

### Actividades bajo el régimen nazi
Desde mayo de 1936, Taboritsky fue adjunto del general Vasili Biskupski quien dirigía la Oficina para los Refugiados Rusos en Alemania creada por el régimen nazi (Vertrauensstelle für russische Flüchtlinge in Deutschland). Las tareas de Taboritsky incluían el mantenimiento de un archivador de la emigración rusa y el seguimiento de las ideas políticas de estos. Tras el estallido de la guerra con la URSS, encabezó el reclutamiento de traductores para la Wehrmacht entre los emigrantes rusos. Las actividades de Taboritsky se llevaron a cabo en estrecho contacto con la Gestapo. Gleb Rahr describe a Taboritsky de la siguiente manera: “Tipo seco, flaco, de nariz puntiaguda, ligeramente marchito, no floreciente, sino marchito.
En abril de 1937, Taboritsky se casó con Elisabeth von Knorre, nieta del astrónomo Karl Friedrich Knorre, quien era miembro del partido nazi desde 1931. Tras numerosas peticiones (algunas incluidas en el nombre de Goebbels ) y varias negativas, terminaría recibiendo la ciudadanía alemana en 1938 y se unió al NSDAP (1942, aunque su membresía fue adoptada retroactivamente desde la fecha de solicitud en 1940). Ocultó el origen judío de su madre atribuyéndole raíces alemanas, y decía estar emparentado con la nobleza rusa a través de su padre ficticio, «Vladímir Vasílievich Taboritsky». Fingiendo ser de origen noble, usó el apellido alemán añadiéndole el prefijo «von» (von Taboritzki). Afirmó que el intento de asesinato del «líder de la república judía» y el «enemigo de Alemania» Miliukov, por el que estaba cumpliendo una condena penal, fue una hazaña para su nueva patria. Hizo hincapié en que dio a conocer los Protocolos de Sión por primera vez en Alemania, y estaba orgulloso de su persecución de judíos e «izquierdistas».
En 1939, creó la Organización Nacional de la Juventud Rusa (NORM). La organización estaba bajo el control directo de las SS. Fue similar a la organización de las Juventudes Hitlerianas alemanas a la que estaba subordinada.
En los últimos días de la guerra, Taboritsky huyó de Berlín y fue a vivir en Limburgo der Lahn. Continuó publicando ocasionalmente en la revista monárquica brasileña Vladímirski Véstnik. Taboritsky murió el 16 de octubre de 1980.